# NGC 3545
NGC 3545 (ook wel NGC 3545A) is een elliptisch sterrenstelsel in het sterrenbeeld Grote Beer. Het hemelobject werd op 26 maart 1884 ontdekt door de Franse astronoom Édouard Jean-Marie Stephan. Het ligt in de buurt van NGC 3545B.

## Synoniemen
- NGC 3545A
- KCPG 273B
- MCG 6-25-17
- VV 182
- ZWG 185.15
- NPM1G +37.0304
- PGC 33894